# Holopogon seniculus
Holopogon seniculus là một loài ruồi trong họ Asilidae. Holopogon seniculus được Loew miêu tả năm 1866. Loài này phân bố ở vùng Tân Bắc giới.